# Bitwa pod Castra Iudaeorum
Bitwa pod Castra Iudaeorum – starcie zbrojne, które miało miejsce w roku 47 p.n.e. w czasie kampanii Cezara w Egipcie.
W lutym 47 p.n.e. podczas oblężenia Aleksandrii przez wojska egipskie Ptolemeusza XIII, z kierunku Palestyny nadciągnęły wojska posiłkowe dla Cezara. W ich skład weszły siły Mitrydatesa z Pergamonu w sile około 6 000–7 000 ludzi a także doborowe oddziały hoplitów żydowskiego etnarchy Hirkana w liczbie 3 000 ludzi pod wodzą epimeleta Antypatra. Po połączeniu się obu armii w rejonie Askalonu, ich łupem padło miasto Peluzjum. 
Naprzeciwko najeźdźców Ptolemeusz wysłał część swych sił, które natknęły się na przeciwnika koło miejscowości Castra Iudaeorum (obecnie Tal el Juhadieh). Początek bitwy to sukces prawego skrzydła armii egipskiej, która zepchnęła przeciwnika do obrony. Wówczas to nastąpił szturm prawego skrzydła armii posiłkowej, która po pokonaniu Egipcjan wyszła na tyły ich zwycięskiego prawego skrzydła, zadając klęskę armii Ptolemeusza. Straty sojuszników Cezara wyniosły 840 zabitych. Wkrótce armia posiłkowa połączyła się z resztkami wojsk Cezara, uchodzącymi z Aleksandrii.